# Курцево (Архангельська область)
Курцево (рос. Курцево) — присілок в Котлаському районі Архангельської області Російської Федерації.
Населення становить 545 осіб. Входить до складу муніципального утворення Котласький муніципальний округ.

## Історія
До 2022 року входило до складу муніципального утворення Приводинське поселення.

## Населення
| 2002 | 2010 | 2012 |
| ---- | ---- | ---- |
| 568  | ↘474 | ↗545 |